# Liste der Monuments historiques in Saint-Barthélemy (Morbihan)
Die Liste der Monuments historiques in Saint-Barthélemy (Morbihan) führt die Monuments historiques in der französischen Gemeinde Saint-Barthélemy auf.

## Liste der Bauwerke
| Bezeichnung          | Beschreibung | Standort       | Kennzeichnung | Schutzstatus | Datum | Bild |
| -------------------- | ------------ | -------------- | ------------- | ------------ | ----- | ---- |
| Kapelle Saint-Adrien |              | (Lage)         | PA00091665    | Classé       | 1932  |      |
| Brunnen Saint-Adrien |              | (Lage)         | PA00091666    | Classé       | 1928  |      |
| Menhire von Kernars  |              | Kernars (Lage) | PA00091667    | Classé       | 1932  |      |

## Liste der Objekte
- Monuments historiques (Objekte) in Saint-Barthélemy (Morbihan) in der Base Palissy des französischen Kultusministerium